# 伯爾克烏齊鄉 (蘇恰瓦縣)
47°54′N 26°05′E / 47.900°N 26.083°E
伯爾克烏齊鄉（羅馬尼亞語：Comuna Bălcăuți, Suceava），是羅馬尼亞的鄉份，位於該國東北部，由蘇恰瓦縣負責管轄，面積36平方公里，海拔高度369米，2007年人口3,308，人口密度每平方公里92人。